# Льянес
Льянес (ісп. Llanes) — муніципалітет в Іспанії, у складі автономної спільноти Астурія. Населення — 14 013 осіб (2009).
Муніципалітет розташований на відстані близько 340 км на північ від Мадрида, 90 км на схід від Ов'єдо.
Муніципалітет складається з таких паррокій: Андрін, Ардісана, Барро, Кальдуеньйо, Каррансо, Селоріо, Куе, Онторія, Ла-Борболья, Льянес, Лос-Кальєхос, Лос-Каррілес, Малатерія, Мере, Навес, Нуева, Паррес, Пендуелес, Поо, Порруа, Посада-де-Льянес, Прія, Пурон, Ралес, Сан-Роке-дель-Асебаль, Тресграндас, Вібаньйо, Відіаго.

## Демографія
Динаміка населення (INE ):

## Галерея зображень

Розташування муніципалітету
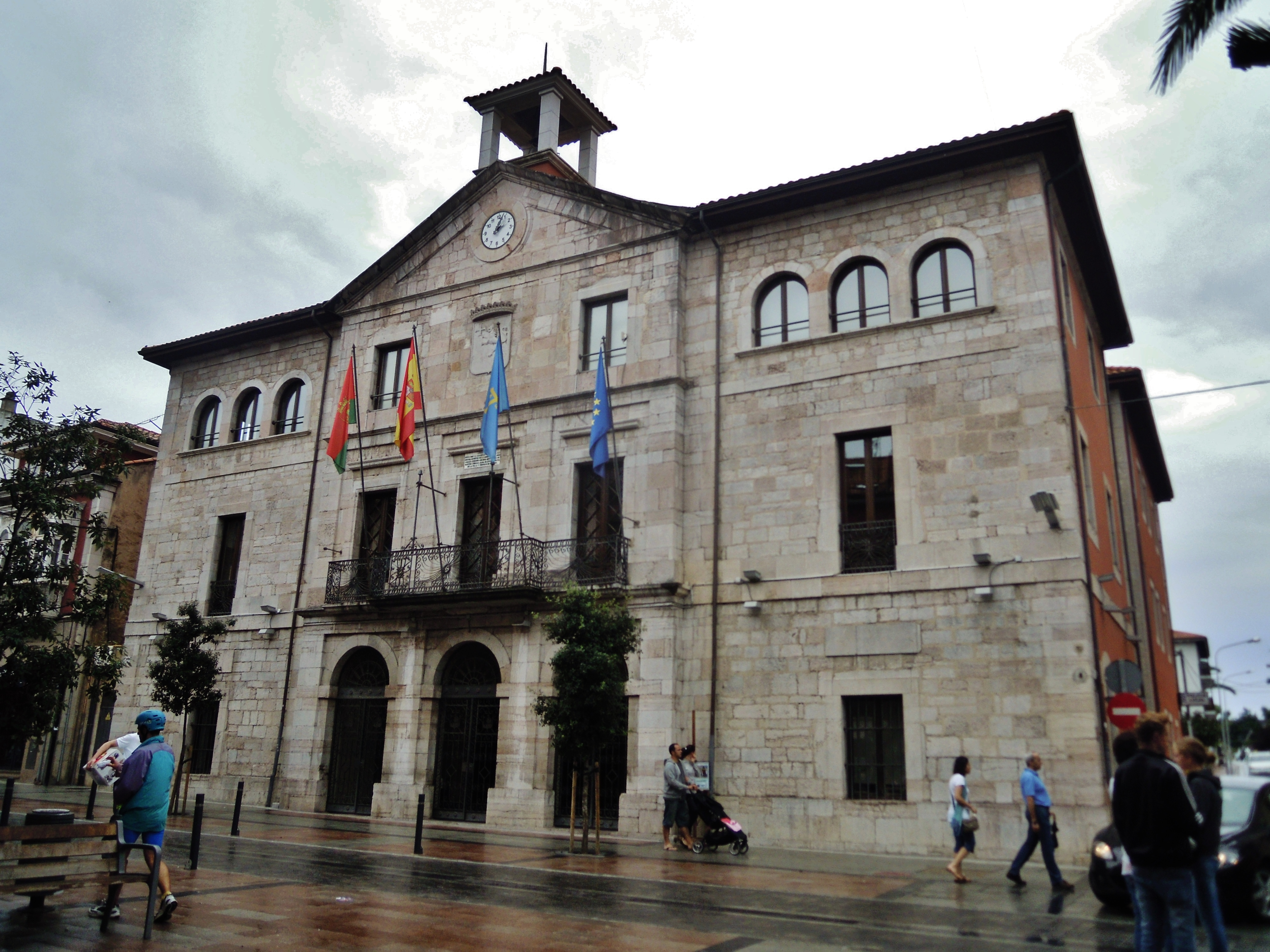
Муніципальна рада
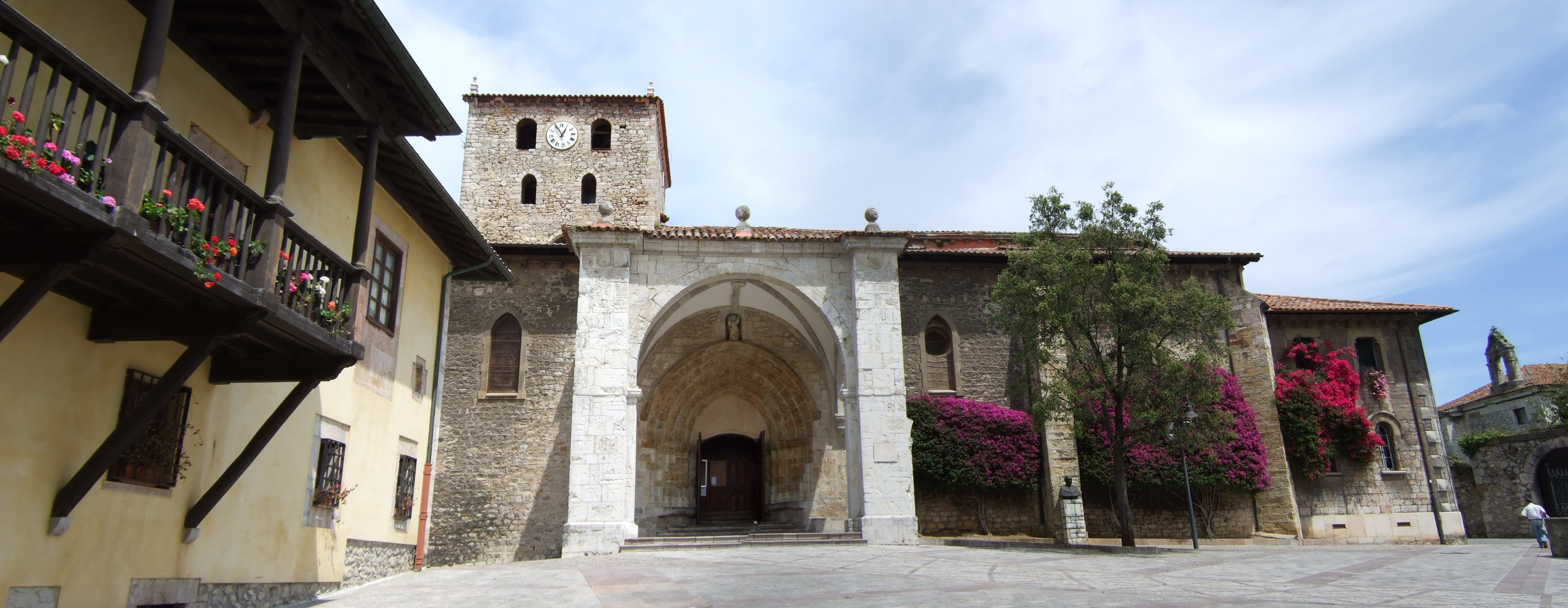
Базиліка Санта-Марія-де-Консехо